# Lichana
Lichana è un comune dell'Algeria, situato nella provincia di Biskra.